# エリザベス・キーナー
エリザベス・キーナー（Elizabeth Keener、1966年12月1日 - ）はアメリカ合衆国の女優である。姉は女優のキャサリン・キーナー。

## 出演作品
- アーミー・ワイフ シーズン3
- Lの世界 シーズン5
- 女検死医ジョーダン シーズン6
- CSI:科学捜査班